# Mount Strachan
Mount Strachan är ett berg i Kanada.   Det ligger på gränsen mellan British Columbia och Alberta, i den västra delen av landet, 2 900 km väster om huvudstaden Ottawa. Toppen på Mount Strachan är 2 687 meter över havet, eller 298 meter över den omgivande terrängen. Bredden vid basen är 1,2 km.
Terrängen runt Mount Strachan är varierad.Trakten runt Mount Strachan är nära nog obefolkad, med mindre än två invånare per kvadratkilometer.. Det finns inga samhällen i närheten.
I omgivningarna runt Mount Strachan växer i huvudsak barrskog.